# Onzième circonscription de la préfecture de Saitama
La onzième circonscription de la préfecture de Saitama (埼玉県第11区, Saitama-ken dai-jū-ikku) est l'une des seize circonscriptions législatives que compte la préfecture de Saitama au Japon.

## Description géographique
Entre 1994 et 2013, la onzième circonscription de la préfecture de Saitama comprenait les villes de Chichibu, Honjō et Fukaya, les districts de Chichibu et Kodama et une partie du district d'Ōsato correspondant aux bourgs de Kōnan (ja), 
Okabe (ja), Kawamoto (ja), Hanazono (ja) et Yorii.
Entre 2013 et 2022, elle regroupait les villes de Chichibu, Honjō et Fukaya, une partie de la ville de Kumagaya et les districts de Chichibu, Kodama et Ōsato.
Depuis 2022, elle réunit les mêmes unités administratives à l'exclusion de la ville de Kumagaya.

## Députés
| Législature | Début de mandat | Fin de mandat | Député élu       | Parti politique | Parti politique |
| ----------- | --------------- | ------------- | ---------------- | --------------- | --------------- |
| 41e         | 1996            | 2000          | Takuji Katō (ja) |                 | PLD             |
| 42e         | 2000            | 2003          | Ryūji Koizumi    |                 | SE              |
| 43e         | 2003            | 2005          | Ryūji Koizumi    |                 | PLD             |
| 44e         | 2005            | 2009          | Etsuji Arai (ja) |                 | PLD             |
| 45e         | 2009            | 2012          | Ryūji Koizumi    |                 | SE              |
| 46e         | 2012            | 2014          | Ryūji Koizumi    |                 | SE              |
| 47e         | 2014            | 2017          | Ryūji Koizumi    |                 | SE              |
| 48e         | 2017            | 2021          | Ryūji Koizumi    |                 | SE              |
| 49e         | 2021            | 2024          | Ryūji Koizumi    |                 | PLD             |
| 50e         | 2024            | -             | Ryūji Koizumi    |                 | PLD             |